# Salvador (piłkarz)
Salvador, właśc. Mílton Alves da Silva (ur. 16 października 1931 w Porto Alegre  – zm. 1973 w São Paulo) – piłkarz brazylijski, występujący na pozycji pomocnika.

## Kariera klubowa
Karierę piłkarską Salvador zaczął w klubie SE Palmeiras w 1950 roku. Z klubem z São Paulo zdobył mistrzostwo stanu São Paulo – Campeonato Paulista w 1950 roku. W latach 1950–1951 występował w Força e Luz Porto Alegre, skąd przeszedł do lokalnego rywala - Internacionalu. Z Internacionalem czterokrotnie zdobył mistrzostwo stanu Rio Grande do Sul – Campeonato Gaúcho w 1951, 1952, 1953 i 1955 roku.
W latach 1955–1960 występował w Urugwaju w CA Peñarol. Z Peñarolem trzykrotnie zdobył mistrzostwo Urugwaju w 1958, 1959 i 1960 oraz Copa Libertadores 1960 (Salvador wystąpił w obu meczach finałowych). Później występował jeszcze w Argentynie w River Plate i Estudiantes La Plata.

## Kariera reprezentacyjna
W reprezentacji Brazylii Salvador jedyny raz wystąpił 9 maja 1954 w meczu z nieoficjalną reprezentacją Kolumbii, wchodząc na boisko za Brandãozinho. Był to jedyny jego występ w barwach canarinhos. Nigdy nie wystąpił w reprezentacji w oficjalnym meczu międzypaństwowym.